# Shaun Berne
Shaun Edward Berne (Sydney, 8 gennaio 1979) è un rugbista a 15 australiano nel ruolo di estremo.

## Palmarès
- Heineken Cup: 1
Leinster: 2010-11
- Campionati italiani: 1
Calvisano: 2011-12
- Coppe Italia: 1
Calvisano: 2011-12